# Sari Abacha
Sanni „Sari“ Abacha (* 26. Oktober 1978; † 3. Oktober 2013) war ein nigerianischer Fußballspieler. Er kam mindestens einmal in der nigerianischen Fußballnationalmannschaft zum Einsatz.

## Karriere
Am 13. November 1999 wurde er im Freundschaftsspiel gegen Griechenland in der nigerianischen Fußballnationalmannschaft eingesetzt. Er stand in der Startformation bei der 0:2-Niederlage und wurde in der 66. Minute gegen Sunday Johnson ausgewechselt.